# Sebastian Biela
Sebastian Biela (ur. 9 września 1981 w Nowym Targu) – polski hokeista, reprezentant Polski, darter.

## Kariera hokejowa
- Podhale Nowy Targ (2000–2008)
- Zagłębie Sosnowiec (2008–2009)
- Cracovia (2009–2012)
- MMKS Podhale Nowy Targ (2012–2013)

Absolwent NLO SMS PZHL Sosnowiec z 2000. Do 2012 zawodnik Cracovii. Następnie zawodnik MMKS Podhale Nowy Targ. Po sezonie 2012/2013 zakończył karierę zawodniczą.
W reprezentacji Polski rozegrał 24 spotkania i strzelił cztery gole.

## Występy w darcie
Po zakończeniu kariery hokejowej został zawodnikiem w dyscyplinie darta.

## Sukcesy hokejowe
Klubowe
- Złoty medal mistrzostw Polski: 2007 z Podhalem Nowy Targ, 2011 z Cracovią
- Srebrny medal mistrzostw Polski: 2004 z Podhalem Nowy Targ, 2010, 2012 z Cracovią
- Brązowy medal mistrzostw Polski: 2006, 2008 z Podhalem Nowy Targ
- Puchar Polski: 2004, 2005 z Podhalem Nowy Targ
- Finał Pucharu Polski: 2006 z Podhalem Nowy Targ
- Mistrzostwo Interligi: 2004 z Podhalem Nowy Targ

Indywidualne
- Mistrzostwa Świata Juniorów w Hokeju na Lodzie 2001/I Dywizja:
  - Drugie miejsce w klasyfikacji strzelców turnieju: 5 goli[6]
  - Pierwsze miejsce w klasyfikacji kanadyjskiej turnieju: 8 punktów[7]